# Estnische Squashnationalmannschaft
Die estnische Squashnationalmannschaft ist die Gesamtheit der Kader des estnischen Squashverbandes Eesti Squashiföderatsioon. In ihm finden sich estnische Sportler wieder, die ihr Land sowohl in Einzel- als auch in Teamwettbewerben national und international im Squashsport repräsentieren.

## Historie

### Herren
Estland bestritt international beim European Nations Challenge Cup seine ersten internationalen Turniere. 2007 gelang der Mannschaft der einzige Turniersieg, nachdem im Finale Gibraltar mit 2:1 bezwungen wurde. Zur Mannschaft gehörten beim Titelgewinn Paul Piik, Paavo Piik und Meelis Prett. Bei den Europameisterschaften debütierte die Herrenmannschaft im Jahr 2013 und belegte den 30. und damit vorletzten Platz. Die nächste Teilnahme erfolgte erst 2017 und endete mit dem 26. Platz. 2018 kam die Mannschaft nicht über den 37. Platz hinaus, ein Jahr später verbesserte sie sich wieder auf Rang 29.
An Weltmeisterschaften nahm die Mannschaft bislang nicht teil.

### Damen
Die Damenmannschaft war ebenfalls beim European Nations Challenge Cup regelmäßiger Teilnehmer und gewann die Auflage 2006. Den 2:0-Finalsieg gegen Polen sicherten Diana Legušs und Aliis Allas. Die erste Teilnahme an Europameisterschaften folgte bei den Damen im Gegensatz zu den Herren erst 2018, als die Damen den 18. Platz belegten. 2019 erreichten sie den 23. Platz.
Auch die Damenmannschaft nahm bislang nicht an Weltmeisterschaften teil.